# Santarcangelo di Romagna
Santarcangelo di Romagna é uma comuna italiana da região da Emília-Romanha, província de Rimini, com cerca de 18.909 habitantes. Estende-se por uma área de 45 km², tendo uma densidade populacional de 420 hab/km². Faz fronteira com Borghi (FC), Longiano (FC), Poggio Berni, Rimini, San Mauro Pascoli (FC), Savignano sul Rubicone (FC), Verucchio.
Pertence à rede das Cidades Cittaslow.
Nesta cidade nasceu o Papa Clemente XIV, que pontificou de 1769 a 1774.

## Demografia
| Variação demográfica do município entre 1861 e 2011                               |
|                                                                                   |
| Fonte: Istituto Nazionale di Statistica (ISTAT) - Elaboração gráfica da Wikipedia |